# Antonio Paolillo
Antonio Paolillo (Cerignola, 1915 – Albania, 24 gennaio 1941) è stato un militare italiano.

## Biografia
Antonio Paolillo nasce a Cerignola nel 1915. 
Presta servizio militare con il grado di Tenente, muore il 24 gennaio 1941 durante l'occupazione militare italiana, nella tragica battaglia per il controllo della collina "Quota 731" nei pressi di Monastero, in Albania.

## Riconoscimenti
Dopo la morte nella sua città natale gli è stata intitolata una via, nel quartiere centrale, ed una scuola secondaria statale di 1º grado.
Una targa apposta nell'atrio di ingresso dell'ex Ospedale Tommaso Russo, sempre in Cerignola, attesta che i suoi familiari contribuirono munificamente alla realizzazione dell'ospedale stesso.